# Contro un'onda del mare
Contro un'onda del mare è l'album di esordio di Max Gazzè, pubblicato nel 1996.

## Tracce
1. Quel che fa paura - 4:36
2. Sul filo - 4:41
3. Gli anni senza un dio - 4:14
4. Il bagliore dato a questo sole - 5:05
5. Karbogha - 3:34
6. Sirio è sparita - 2:54
7. Atmos 1 - 0:56
8. L'eremita - 3:24
9. Atmos 2 - 0.18
10. Terra - 4:42
11. Il viaggio di Luna - 3.34
12. Atmos 3 (Come fosse ieri) - 0:41
13. Sono pazzo di te - 3.30
14. Atmos 4 (Scherzo di un do minore) - 2:49

## Formazione
- Max Gazzè - voce, basso, tastiera
- Lucio Morelli - pianoforte, voce
- Piero Monterisi - batteria
- Claudio Bruno - chitarra
- Kimberly Huffman - cori